# Juan de Zubileta
Juan de Zubileta là một thành viên trong đoàn thám hiểm vòng quanh thế giới của Fernão de Magalhães, bắt đầu ở Seville vào ngày 10 tháng 8 năm 1519. Ông đến từ Barakaldo, là một trong 18 người đàn ông đã hoàn thành chuyến thám hiểm, đến được Sanlúcar de Barrameda vào ngày 6 tháng 9 năm 1522, trên con tàu Victoria, cùng với 17 người sống sót khác.